# Siklósd

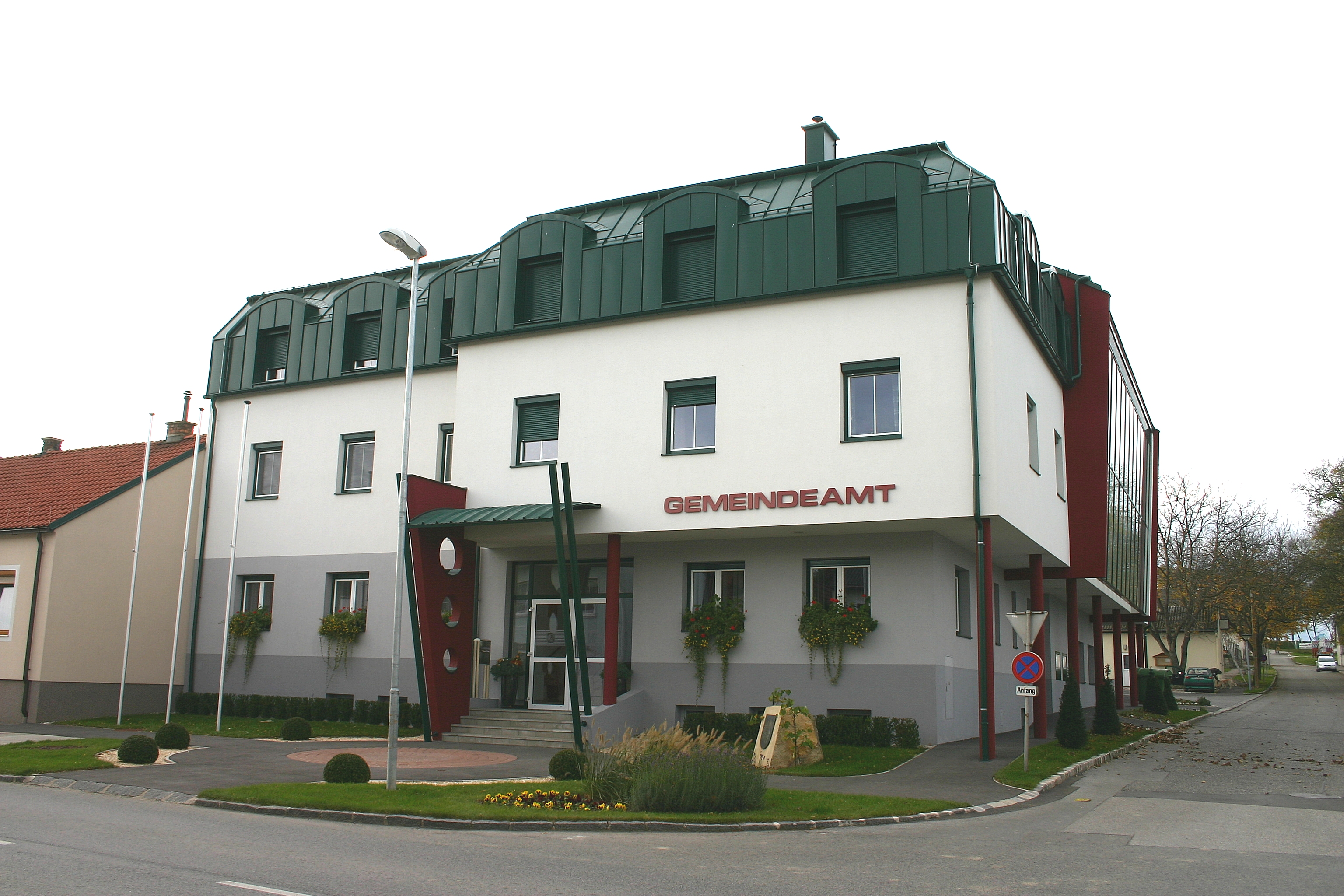
Községháza

Siklósd (németül: Sigleß, horvátul: Cikleš) község Ausztriában Burgenland tartományban a Nagymartoni járásban.

## Fekvése
Kismartontól 18 km-re délnyugatra fekszik.

## Története
Számos régészeti lelet bizonyítja, hogy a község területén már a korai időkben is éltek emberek. Területén haladt át a római korban a Scarabantia-Aquae közötti út, melynek mentén 2008-ban az 1. századból származó hamvasztásos sírokat tártak fel. Az avar korból a 8. és 9. századból származó számos halomsír is található a község határában.
A mai települést 1325-ben "poss. Sykey" alakban említik először abban az oklevélben, melyben Pál mester, Simon nagymartoni gróf fia itteni birtokát nászajándékul menyasszonyának Pottendorfi Erzsébetnek adja. 1346-ban "Villa Syklusd", 1434-ben "Syklesd" alakban említik a korabeli forrásokban.
1346-ban Siklósd a fraknói váruradalom része lett, mely 1647-ben Esterházy Miklós herceg birtoka lett.
1529-ben és 1532-ben elpusztította a török, mely után mintegy fele részben horvátokkal telepítették be, akik később fokozatosan elnémetesedtek. Lakói a reformáció hatására 1580-ban evangélikusok lettek 1683-ban bécsi hadjárata során a török újra elpusztította. Lakói főként kisbirtokosok voltak, de sokan közülük a szomszédos nagybirtokokon dolgoztak. Nagy szerepet játszott megélhetésükben a szőlőtermesztés is, mely az itteni jó minőségű borokban a mai napig is tükröződik.
Vályi András szerint "SIKLÓS. Horvát, és német falu Sopron Várm. földes Ura H. Eszterházy Uraság, lakosai katolikusok, fekszik Tormafaluhoz nem meszsze, és ennek filiája; 2 nyomásbéli határja hegyes, búzát, ’s egyebet is terem, bora savanyú, piatza Sopronban 2 3/8 mértföldnyire."
Fényes Elek szerint "Siglós, horvát falu, Sopron vgyében, Sopronhoz északra 2 1/2 mfd., 133 házzal, 1010 kath. lak., paroch. templommal. Határa hegyes és róna, s részint fekete, részint fövenyes. Van 784 5/8 h. szántóföldje, 27 4/8 h. rétje, 1775 kapa szőlője, tölgy- és fenyőfás erdeje. Bora savanyu; kőbányája van. Birja h. Eszterházy."
1910-ben 1499, túlnyomóan német lakosa volt, jelentős horvát kisebbséggel. A siklósdi horvátok a Sopron-Bécsújhely-vasútvonal megépítésétől kezdve fokozatosan veszítettek kezdeti többségükből, az utolsó generáció, aki a horvát nyelvet aktívan használta, az 1980-as évekre zömében kihalt, mára néhány család kivételével senki nem használja a régi horvát nyelvet. A trianoni békeszerződésig Sopron vármegye Nagymartoni járásához tartozott. 1921-ben a trianoni és saint germaini békeszerződések értelmében Ausztria része lett. A második világháborút követően orosz csapatok szállták meg, de a helyzet gyorsan normalizálódott. 1947-ben postahivatal nyílott a községben, majd 1953-ban megindult a helyközi autóbusz közlekedés is. 1962-ben kiépült a vízvezeték hálózat és új községi hivatalt építettek. A következő években épült meg a sportpálya, a tűzoltó szerház és új utcák is épültek. 1969-ben strand létesült. 1971-ben a szomszédos Tormafaluval egyesítették, de 1998-ban ismét önálló község lett.

## Híres személyek
- Itt született 1841-ben Kutrovátz Ernő katolikus pap, győri segédpüspök.

## Nevezetességei
- A Mindenszentek tiszteletére szentelt római katolikus temploma 1683 és 1733 között épült. 1841-ben, 1913-ban és 1974-ben megújították.
- Az Olram-keresztet 1630-ban Matthias Olram helyi lakos állította.
- A Szűz Mária-kápolna a 19. század második felében készült.
- A Szent Flórián-oszlop a 17. században készült.
- A Mária-oszlop a 19. század elején készült.
- A Szent Antal-oszlop a 19. században készült.
- A Szentháromság-oszlopot 1930-ban készítették.
- A Vörös-keresztet eredetileg a 17. század elején állították. Eredetileg fából készült, 1990-ben a keresztet betonra cserélték ki és vörösre mázolták.
- A Fehér-keresztet a 18. században állították Szent Sebestyén tiszteletére.